# Sinfonia da camera
Sinfonia da camera (Kamersymfonie) is een compositie van Joonas Kokkonen.
Het werk kwam na een opdracht van het kamermuziekfestival in Luzern. Kokkonen schreef er ongeveer een jaar aan (juni 1961-juni 1962). Als uitgangspunt nam hij het BACH-motief. In zijn (beperkte) uitleg van het werk in de uitgave van Bis Records vermeldde de componist, dat de muziek van Johann Sebastian Bach hem meer geleerd had over muziek, dan alle andere opleidingen.
De kamersymfonie is geschreven voor: vier eerste violen, 3 tweede violen, 2 altviolen, 2 celli en 1 contrabas. Deze orkestratie is behalve de klavecimbel ook de orkestratie van ...Durch einen Spiegel... geschreven voor hetzelfde festival een aantal jaren later. Opvallend daarbij is dat Sinfonia da Camera een modernere klank heeft dan dat werk. Kokkonen werd behoudender in stijl naarmate hij ouder werd.
Rudolf Baumgartner leidde het plaatselijk orkest in de première van dit  vierdelig werk  op 31 augustus 1962:
1. Moderato
2. Allegro non troppo
3. Molto vivace
4. Andante